# Ulrich Erckenbrecht
Ulrich Erckenbrecht (* 13. April 1947 in Heidelberg) ist ein deutscher Schriftsteller, Philosoph und Privatgelehrter. Erckenbrecht veröffentlichte Bücher unter dem Pseudonym Hans Ritz.

## Leben
Erckenbrecht wuchs in der Nähe von Kassel auf, lebte zehn Jahre in Frankfurt am Main und zwei Jahre in Göttingen. Er unterrichtete zwei Jahre Deutsch in Italien und verbrachte drei Jahre in der Schweiz. Seitdem lebt er wieder in seiner nordhessischen Heimat, in Kassel.

## Bibliografie
- Marxens materialistische Sprachtheorie. 1973.
- Ein Körnchen Lüge. 1973 (3., veränderte Auflage. 1983)
- Sprachdenken. 1974 (2., erweiterte Auflage. 1984)
- Politische Sprache. 1975.
- Mensch, du Affe. 1975.
- Das Geheimnis des Fetischismus. 1976 (2., erweiterte Auflage. 1984)
- Anleitung zur Ketzerei. 1980 (4., modifizierte Auflage. 1984)
- Ringelsternchen. 1980 (2., veränderte Auflage. 1984)
- Die Geschichte vom Rotkäppchen. Ursprünge, Analysen, Parodien eines Märchens , 1981 (15., erweiterte Auflage 2013)
- Die Sehnsucht nach der Südsee. 1983 (3., erweiterte Auflage. 2008)
- Bilder vom Rotkäppchen. 1986 (2., erweiterte Auflage. 2007)
- Maximen und Moritzimen. 1991.
- Katzenköppe. 1995.
- Shakespeare Sechsundsechzig. 1996 (3., erweiterte Auflage. 2009, neue Beilage 2015)
- Die Unweisheit des Westens. 1998.
- Divertimenti. 1999.
- Shakespeares Sonette in freier Übertragung. 2000.
- Brief über Chopin. 2002.
- Elefant Kette Fuß bunne. 2003.
- Grubenfunde. 2007.
- Entkürzelungen. 2008.
- Hilfslinien. 2008.
- Eulenspiegel und die Banane. 2009.
- Unter Bäumen. Gedichte, Übersetzungen, Epigramme. 2015.
- Nachrichten von Herrn Etzel. Afforismen und Gedichtsel. 2017.